# Marcus Rojas
Marcus Rojas, född 21 april 1962 i Brooklyn i New York, är en tubaist från New York, mest känd för sitt arbete inom jazz.
Han är utbildad vid New Yorks Fiorello H. LaGuardia High School of Music & Art and Performing Arts och har tagit examen vid New England Conservatory of Music.
Han är en långtida medlem i Spanish Fly. Han har spelat på över 300 skivor. Han har framträtt och spelat in med en rad olika musiker inklusive John Zorn, Sly & Robbie och Foetus.
Han undervisar vid New York University, State University of New York at Purchase, Brooklyn College, och Manhattan School of Music.